# Playboys
Albums de Art Pepper
The Return Of Art Pepper
(1957) The Art Pepper Quartet
(1956)
Playboys est un album d'Art Pepper et de Chet Baker. Il est aussi sorti sous le nom de Picture of Heath.

## La session
Cette session est composée de sept compositions originales. Cinq sont écrites et arrangées par Jimmy Heath. À l'exception de C.T.A qui fut enregistrée par le Miles Davis Sextet (avec Heath au ténor), ces compositions sont enregistrées pour la première fois. Les deux compositions d'Art Pepper (Minor-Yours et Tynan Time) ont été enregistrées auparavant avec Chet Baker le 26 juillet 1956 mais cet enregistrement ne sera publié qu'en 1978, vingt ans après la parution de ce disque.
Phil Urso jouait à ce moment-là avec le Quintet de Chet Baker. La section rythmique est issue du groupe de Curtis Counce.

## Titres
1. For Minors Only 4:04
2. Minor-Yours 6:46
3. Resonant Emotions 5:44
4. Tynan Time 5:35
5. Picture Of Heath 6:47
6. For Miles And Miles 6:28
7. C.T.A. 5:11

## Personnel
- Chet Baker (tp), Art Pepper (as), Phil Urso (ts), Carl Perkins (p), Curtis Counce (b), Lawrence Marable (d).

## Dates et lieux
Radio Recorders, Los Angeles,  Californie, 31 octobre 1956

## CD références
- 1988 Pacific Jazz - CP32-5351
- 1998 Blue Note - 7243 4 9106 2 6

## Référence
- Liner notes de l'album Pacific Jazz, Todd Selbert, 1988.
- Liner notes de l'album Blue Note, Lars Werner, 1956